# Svetoslav Stoyanov
Svetoslav Stoyanov, né le 19 juillet 1976 à Sofia, est un joueur de badminton bulgare puis français.

## Carrière
Svetoslav Stoyanov dispute les Jeux olympiques d'été de 2000 à Sydney sous les couleurs de la Bulgarie et les Jeux olympiques d'été de 2004 à Athènes sous les couleurs de la France.
Il remporte la médaille de bronze en double avec Erwin Kehlhoffner aux Championnats d'Europe de badminton 2008 à Herning.